# 일본장지뱀
일본장지뱀(Japanese grass lizard)은 장지뱀속에 딸린 장지뱀의 일종이다. 학명은 타키드로무스 타키드로모이데스(Takydromus tachydromoides). 일본에서 발견된다. 일본도마뱀붙이(Gekko japonicus), 일본도마뱀(Plestiodon latiscutatus)과 함께 일본에 자생하는 세 종의 도마뱀 중 하나이다.